# Hieracium orarium
Hieracium orarium es una especie de planta con flor del género Hieracium, de la familia Asteraceae, orden Asterales.

## Distribución
Hieracium orarium se distribuye por Noruega y Suecia.

## Taxonomía
Fue descrita científicamente por Lindeb.